# Epepeotes strandi
Epepeotes strandi là một loài bọ cánh cứng trong họ Cerambycidae.